# ليتيشيا ساباتيلا
ليتيشيا ساباتيلا (بالبرتغالية: Letícia Sabatella‏) (ولدت في 8 مارس 1971) ممثلة برازيلية.

## حياتها الشخصية
في 16 ديسمبر من نفس العام، تزوجت ساباتيلا من الممثل فرناندو ألفيس بينتو في ساو باولو، بعد عامين من المواعدة، في حفل حميم حضره 350 ضيف.

## روابط خارجية
- ليتيشيا ساباتيلا على موقع IMDb (الإنجليزية)
- ليتيشيا ساباتيلا على موقع روتن توميتوز (الإنجليزية)
- ليتيشيا ساباتيلا على موقع ألو سيني (الفرنسية)
- ليتيشيا ساباتيلا على موقع أول موفي (الإنجليزية)
- ليتيشيا ساباتيلا على موقع قاعدة بيانات الفيلم (الإنجليزية)
- ليتيشيا ساباتيلا على موقع كينوبويسك (الروسية)